# Wilhelm W. Hamacher
Wilhelm W. Hamacher (* 21. März 1930 in Titz; † 23. Oktober 2004) war ein deutscher Kommunalbeamter und Heimatforscher, der sich mit der Geschichte der Stadt Bad Honnef beschäftigte.

## Leben

### Beruflicher Werdegang
Hamacher besuchte die Volksschule und anschließend eine Handelsschule. Bei der Gemeindeverwaltung in Titz begann er eine Verwaltungslehre. 1964 wechselte Hamacher zur Stadtverwaltung Bad Honnef, wo er zunächst die Leitung der Sozialabteilung innehatte und später in Folge einer schweren Herzerkrankung die Leitung des Schul- und Kulturamtes übernahm. In dieser Funktion als Stadtoberamtsrat wurde Hamacher im Juni 1992 pensioniert. Im Nebenberuf war er über mehr als 20 Jahre Dozent im Fach Sozialpolitik am Katholisch-Sozialen Institut der Erzdiözese Köln in Bad Honnef. Zudem war Hamacher stellvertretender Vorsitzender des komba-Kreisverbandes Rhein-Sieg.

### Ehrenamtliches Engagement
Hamacher war Mitglied mehrerer Pfarrgemeinderäte in Bad Honnef. Zudem wirkte er zwischen 1967 und 1991 als Geschäftsführer des Ortsverbandes Bad Honnef im Volksbund Deutsche Kriegsgräberfürsorge; für dieses Engagement wurde er mit der Silbernen und Goldenen Ehrennadel sowie der Verdienstplakette des Verbandes ausgezeichnet.
Sein heimatgeschichtliches Engagement begann Hamacher im Wesentlichen in den 1980er-Jahren und konnte es nach seiner Pensionierung intensivieren. Ab 1993 war er Geschäftsführender Vorsitzender des Heimat- und Geschichtsvereins „Herrschaft Löwenburg“ e.V. Auf ihn gehen einige Veröffentlichungen zur Stadtgeschichte zurück; zudem produzierte und moderierte er zahlreiche Tonbildschauen. Unter anderem entdeckte er die urkundliche Ersterwähnung des heutigen Stadtbezirks Aegidienberg. Über mehr als zwei Jahrzehnte  widmete sich Hamacher der Geschichte der Löwenburg sowie ihrer Herren und arbeitete bis zuletzt an einem Buch über sie, das posthum veröffentlicht wurde.

„Da Wilhelm W. Hamacher die öffentliche Präsentation seines Lebenswerkes leider nicht mehr miterleben kann, sage ich ihm posthum meinen Dank und meine Anerkennung für seine hervorragende Forschungsarbeit.“

### Tod und Nachlass
Am 23. Oktober 2004 verstarb Hamacher nach längerer Krankheit. Er hinterließ seine Frau und zwei Kinder. Im August 2010 übergab Hamachers Witwe seinen Nachlass an historischen Forschungen als Stiftung an den Kur- und Verkehrsverein Bad Honnef (KVV).

## Ehrungen
- 1994: Rheinlandtaler[1]
- Silberne und Goldene Ehrennadel sowie Verdienstplakette des Volksbundes Deutsche Kriegsgräberfürsorge

## Schriften
- Das Wappen der Stadt Bad Honnef (=Stadt Bad Honnef, Schul- und Kulturabteilung: Beiträge zur Stadtgeschichte Bad Honnefs, Heft 1). Bad Honnef 1986.[5]
- Bad Honnef – 125 Jahre Stadt – Vor 1065 Jahren erste urkundliche Erwähnung – Seit 1400 Jahren Besiedlung (=Stadt Bad Honnef, Schul- und Kulturabteilung: Beiträge zur Stadtgeschichte Bad Honnefs, Heft 2). Bad Honnef 1987.[5]
- Von „Hunferode“ bis „Aegidienberg“: Eine Wanderung durch 1500 Jahre Geschichte (=Heimat- und Geschichtsverein „Herrschaft Löwenburg“ e.V.: Studien zur Heimatgeschichte der Stadt Bad Honnef am Rhein, Heft 11). Bad Honnef 1995.
- Das Wappen der Herren von Löwenburg. In: Rheinische Heimatpflege. 33. Jahrgang, Nr. 2, 1996, Köln 1996, S. 138 ff.[6]
- Vom Weingut zur Bildungseinrichtung: Das Katholisch-Soziale Institut der Erzdiözese Köln; Kardinal Frings Haus zu Bad Honnef-Selhof; Daten zur Geschichte einer Stadt, eines Stadtteiles und eines Hauses. In: Katholisch-Soziales Institut der Erzdiözese Köln: Der Herausforderung gestellt: zur Geschichte des Katholisch-Sozialen Instituts; herausgegeben aus Anlaß des 50-jährigen Bestehens am 18. Oktober 1997. Bad Honnef 1997, S. 11–38.[6][7]
- Reitersdorf: Die Geschichte eines untergegangenen Dorfes und seiner Burg (=Heimat- und Geschichtsverein „Herrschaft Löwenburg“ e.V.: Studien zur Heimatgeschichte der Stadt Bad Honnef am Rhein, Heft 12). Bad Honnef 1998.[8]
- Rhöndorf und die Katholische Landvolkshochschule "Egidius Schneider". Daten zur Geschichte eines Stadtteiles und eines Hauses. In: Katholische Landvolkshochschule "Egidius Schneider" (Hrsg.): 1950-2000. 50 Jahre Landvolkshochschule. Bad Honnef 2000, S. 42–55.
- … den Lebenden zur Mahnung: Bad Honnefer Mahn- und Gedenkstätten im Wandel der Geschichte.[9] 2002.[10]
- Volksbank Bonn Rhein-Sieg, Bezirksdirektion Bad Honnef (Hrsg.); Wilhelm W. Hamacher: Vom Saalhof zum Stadtteil Selhof: 1500 Jahre Stadtgeschichte, 1000 Jahre Selhofer Geschichte, 125 Jahre Geschichte der St. Martinus-Schule. Bad Honnef 2003, ISBN 3-934676-10-3.[11][12]
- Wilhelm Bier, Werner Osterbrink (Hrsg.); Wilhelm W. Hamacher: Die Löwenburg: Bilder und Daten zur Geschichte der Burg und ihrer Herren. edition Wolkenburg, Rheinbreitbach 2004, ISBN 3-934676-16-2.[13]